# Torneo de Moscú 2013
El Kremlin Cup 2013 es un torneo de tenis jugado en canchas duras bajo techo. Es la 24ª edición de la Copa Kremlin, y es parte del ATP World Tour 250 series del ATP World Tour 2013, y es parte del en femenino forma parte de Premier del WTA Tour 2013. Se lleva a cabo en el Estadio Olímpico de Moscú, Rusia, del 12 de octubre al 20 de octubre de 2013.

## Cabezas de serie

### Individual masculino
| Tenista             | Ranking | N.º |
| Richard Gasquet     | 10      | 1   |
| Andreas Seppi       | 22      | 2   |
| Janko Tipsarević    | 24      | 3   |
| Alexandr Dolgopolov | 34      | 4   |
| Denis Istomin       | 47      | 5   |
| Horacio Zeballos    | 48      | 6   |
| João Sousa          | 49      | 7   |
| Adrian Mannarino    | 59      | 8   |

- Los cabezas de serie, están basados en el ranking ATP del 7 de octubre de 2013.

### Individual Femenino
| Tenista              | Ranking | Preclasificada |
| Angelique Kerber     | 10      | 1              |
| Roberta Vinci        | 11      | 2              |
| Maria Kirilenko      | 15      | 3              |
| Ana Ivanovic         | 16      | 4              |
| Simona Halep         | 17      | 5              |
| Carla Suárez Navarro | 18      | 6              |
| Samantha Stosur      | 20      | 7              |
| Svetlana Kuznetsova  | 22      | 8              |

- Los cabezas de serie están basados en el ranking WTA del 7 de octubre de 2013.

### Dobles masculinos
| Tenista                           | Ranking | Preclasificada |
| Max Mirnyi Horia Tecău            | 50      | 1              |
| František Čermák Filip Polášek    | 110     | 2              |
| Tomasz Bednarek Daniele Bracciali | 112     | 3              |
| Michal Mertiňák André Sá          | 134     | 4              |

- Los cabezas de serie, están basados en el ranking ATP del 7 de octubre de 2013.

### Dobles femeninos
| Tenista                               | Ranking | Preclasificada |
| Daniela Hantuchova Elena Vesnina      | 54      | 1              |
| Alla Kudryavtseva Anastasia Rodionova | 68      | 1              |
| Vera Dushevina Arantxa Parra Santonja | 72      | 3              |
| Liezel Huber Alicja Rosolska          | 77      | 4              |

- Los cabezas de serie están basados en el ranking WTA del 7 de octubre de 2013.

## Campeones

### Individual Masculino
Richard Gasquet venció a  Mikhail Kukushkin por 4-6, 6-4, 6-4

### Individual femenino
Simona Halep  venció a  Samantha Stosur por 7-6(1), 6-2

### Dobles Masculino
Mikhail Elgin /  Denis Istomin vencieron a  Ken Skupski /  Neal Skupski por 6-2, 1-6, [14-12]

### Dobles femenino
Svetlana Kuznetsova /  Samantha Stosur  vencieron a  Alla Kudryavtseva /  Anastasia Rodionova por 6-1, 1-6, [10-8]